# 세바스티앵 오지에
세바스티앵 오지에 (Sébastien Ogier 1983년 12월 17일~)는 프랑스 랠리 선수다. 그는 2008 주니어 세계 랠리 선수권대회에서 챔피언이 됐고 현재 시트로앵 주니어 팀의 일원으로 2008 세계 랠리 선수권대회에 참가하고 있다. 그의 보조운전자는 쥘리앵 잉그라시아(Julien Ingrassia)다.

## 경력

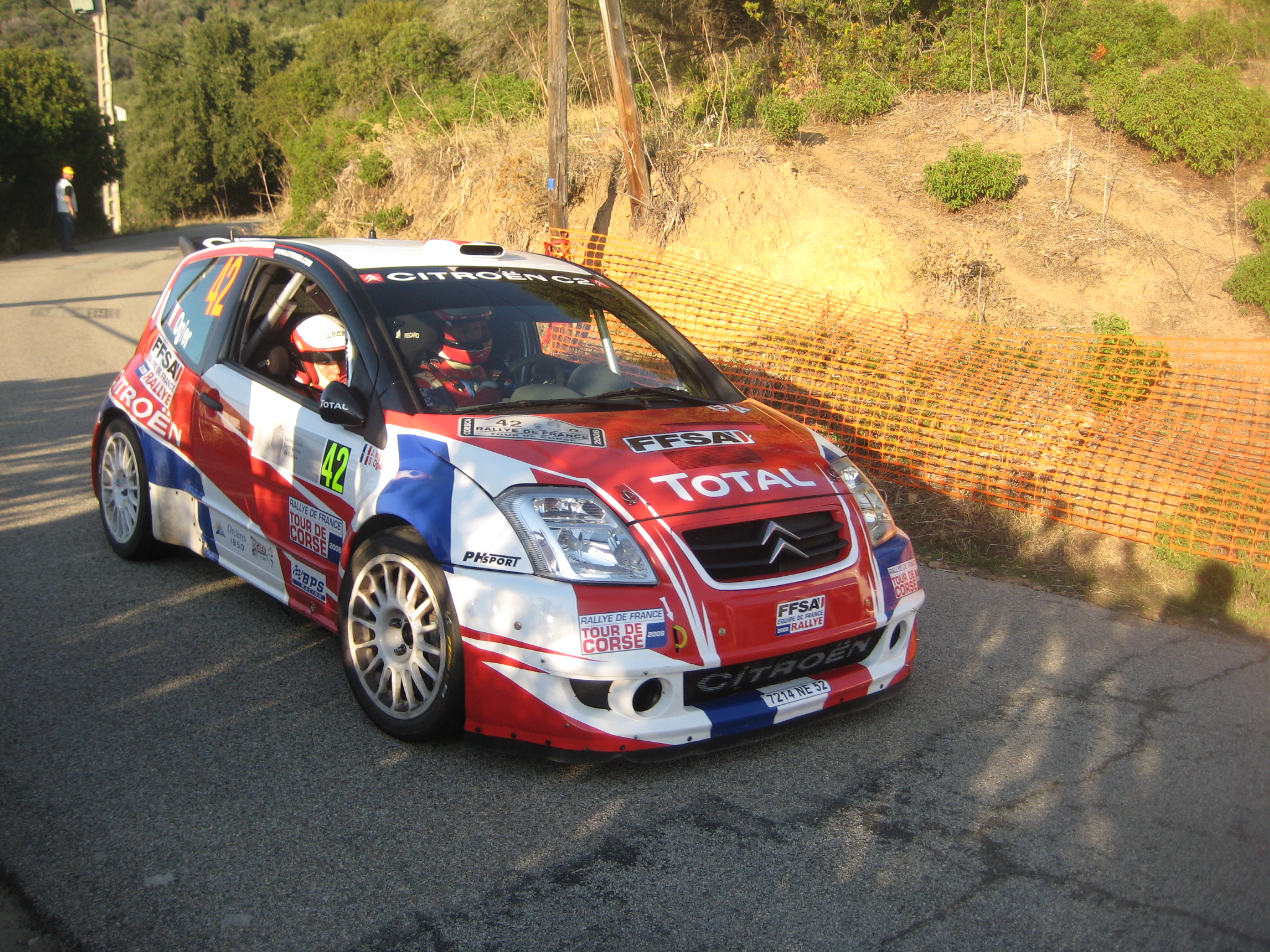
2008 프랑스에서의 오지에

2008 - JWRC챔피언, WRC클래스 데뷔경기인 영국 랠리에서 선두
2007 - 프랑스 푸조 206컵 우승자
이름이 같은 걸 제외하더라도 오지에와 뢰브의 공통점은 확실히 눈에 띈다. 둘 다 프랑스 랠리 주니어 경기로 랠리를 시작했고 그 뒤 프랑스 단일차종 시리즈에 참가했다. 둘 다 프랑스 자동차경주 연맹의 지원을 받았고 세계 랠리 선수권대회의 1600cc카테고리에서 시트로앵의 차를 타고 우승했다.
오지에는 2008년 JWRC에 데뷔해서 챔피언이 됐다. 첫 번째 라운드인 멕시코에서 우승했고 시즌이 지나감에 따라 당연히 여러 문제도 겪었지만 총 3회 우승하여 프랑스 랠리에서 타이틀을 확정 지었다.
JWRC 타이틀에 대한 보상으로 시트로앵은 웨일스 랠리 GB에서 C4 WRC를 타게 해주었다. 세바스티앙에게는 처음 WRC차를 타고 참가한 경기지만 변속기 문제가 생기기 전까지 랠리 초반에 선두를 할 만큼 충분히 빨랐다.
2009년에 오지에는 시트로앵의 새로운 주니어 랠리 팀의 C4 WRC로 최소 6경기에 참가했으며, 이후 폭스바겐 랠리 팀으로 이적하여 2013년과 2014년에 2년 연속으로 WRC의 우승을 거머쥐었다.

## WRC 성적
| 연도 | 팀                     | 차                | 1          | 2           | 3          | 4           | 5            | 6           | 7          | 8           | 9         | 10       | 11         | 12         | 13        | 14         | 15 | 16 | 17      | 순위 | 포인트 |
| ---- | ---------------------- | ----------------- | ---------- | ----------- | ---------- | ----------- | ------------ | ----------- | ---------- | ----------- | --------- | -------- | ---------- | ---------- | --------- | ---------- | -- | -- | ------- | ---- | ------ |
| 2008 | 프랑스팀 FFSA          | 시트로앵 C2 S1600 | 모나코     | 스웨덴      | 멕시코 8   | 아르헨티나  | 요르단 11    | 이탈리아 22 | 그리스     | 터키        |           | 독일 19  | 뉴질랜드   | 에스파냐 0 | 프랑스 20 | 일본       |    |    |         | 19위 | 1      |
| 2008 | 세바스티앙 오지에      | 시트로앵 C2 R2    |            |             |            |             |              |             |            |             | 핀란드 35 |          |            |            |           |            |    |    |         | 19위 | 1      |
| 2008 | 프랑스팀 FFSA          | 시트로앵 C4 WRC   |            |             |            |             |              |             |            |             |           |          |            |            |           |            |    |    | 영국 26 | 19위 | 1      |
| 2009 | 시트로앵 주니어 팀     | 시트로앵 C4 WRC   | 아일랜드 6 | 노르웨이 10 | 키프로스 0 | 포르투갈 17 | 아르헨티나 7 | 이탈리아 0  | 독일 2     | 폴란드 0    | 핀란드 6  | 호주 5   | 에스파냐 5 | 영국 0     |           |            |    |    |         | 8위  | 24     |
| 2019 | 시트로앵 토탈 WRT      | 시트로앵 C3 WRC   | 모나코 1   | 스웨덴 29   | 멕시코 1   | 프랑스 2    | 아르헨티나 3 | 칠레 2      | 포르투갈 3 | 이탈리아 41 | 폴란드 5  | 핀란드 6 | 독일 7     | 터키 1     | 영국 3    | 에스파냐 8 |    |    |         | 3위  | 24     |
| 2020 | 도요타 가즈 레이싱 WRT | 도요타 야리스 WRC | 모나코 2   | 스웨덴 4    | 멕시코 1   |             |              |             |            |             |           |          |            |            |           |            |    |    |         | 1위* | 62*    |